# Augustus (mois)
Pour les articles homonymes, voir Augustus.
Augustus (août) était le sixième mois du calendrier romain. Selon Suétone, en 8 av. J.-C., le Sénat romain a offert Sextilis à Auguste en raison des victoires qu'il avait remportées en ce mois. Sextilis fut dorénavant appelé Augustus. Il devint graduellement, selon les pays, le 8e mois de l’année lorsque, en 532, l’Église de Rome décida que l’année commence le 1er janvier, voir Denys le Petit.
| Août | Augustus                        | Augustus (forme longue)                               |
| ---- | ------------------------------- | ----------------------------------------------------- |
| 1    | Kalendae (Calendes)             | Kalendis Augustis                                     |
| 2    | IV a.d. Nones                   | ante diem IV (quartum) Nonas Augustas                 |
| 3    | III a.d. Nones                  | ante diem III (tertium) Nonas Augustas                |
| 4    | Pridie Nones                    | pridie Nonas Augustas                                 |
| 5    | Nonae (Nones)                   | Nonis Augustis                                        |
| 6    | VIII a.d. Ides                  | ante diem VIII (octavum) Idus Augustas                |
| 7    | VII a.d. Ides                   | ante diem VII (septimum) Idus Augustas                |
| 8    | VI a.d. Ides                    | ante diem VI (sextum) Idus Augustas                   |
| 9    | V a.d. Ides                     | ante diem V (quintum) Idus Augustas                   |
| 10   | IV a.d. Ides                    | ante diem IV (quartum) Idus Augustas                  |
| 11   | III a.d. Ides                   | ante diem III (tertium) Idus Augustas                 |
| 12   | Pridie Ides                     | pridie Idus Augustas                                  |
| 13   | Idus (Ides)                     | Idibus Augustis                                       |
| 14   | XIX a.d. Septembribus Kalends   | ante diem XIX (undevicesimum) Kalendas Septembres     |
| 15   | XVIII a.d. Septembribus Kalends | ante diem XVIII (duodevicesimum) Kalendas Septembres  |
| 16   | XVII a.d. Septembribus Kalends  | ante diem XVII (septimum decimum) Kalendas Septembres |
| 17   | XVI a.d. Septembribus Kalends   | ante diem XVI (sextum decimum) Kalendas Septembres    |
| 18   | XV a.d. Septembribus Kalends    | ante diem XV (quintum decimum) Kalendas Septembres    |
| 19   | XIV a.d. Septembribus Kalends   | ante diem XIV (quartum decimum) Kalendas Septembres   |
| 20   | XIII a.d. Septembribus Kalends  | ante diem XIII (tertium decimum) Kalendas Septembres  |
| 21   | XII a.d. Septembribus Kalends   | ante diem XII (duodecimum) Kalendas Septembres        |
| 22   | XI a.d. Septembribus Kalends    | ante diem XI (undecimum) Kalendas Septembres          |
| 23   | X a.d. Septembribus Kalends     | ante diem X (decimum) Kalendas Septembres             |
| 24   | IX a.d. Septembribus Kalends    | ante diem IX (nonum) Kalendas Septembres              |
| 25   | VIII a.d. Septembribus Kalends  | ante diem VIII (octavum) Kalendas Septembres          |
| 26   | VII a.d. Septembribus Kalends   | ante diem VII (septimum) Kalendas Septembres          |
| 27   | VI a.d. Septembribus Kalends    | ante diem VI (sextum) Kalendas Septembres             |
| 28   | V a.d. Septembribus Kalends     | ante diem V (quintum) Kalendas Septembres             |
| 29   | IV a.d. Septembribus Kalends    | ante diem IV (quartum) Kalendas Septembres            |
| 30   | III a.d. Septembribus Kalends   | ante diem III (tertium) Kalendas Septembres           |
| 31   | Pridie Septembribus Kalends     | pridie Kalendas Septembres                            |

## Source
Histoire romaine à l'usage de la jeunesse. Revue et complétée par l'Abbé Courval. Librairie Poussielgue. 1887